# Музей народної архітектури та побуту Прикарпаття

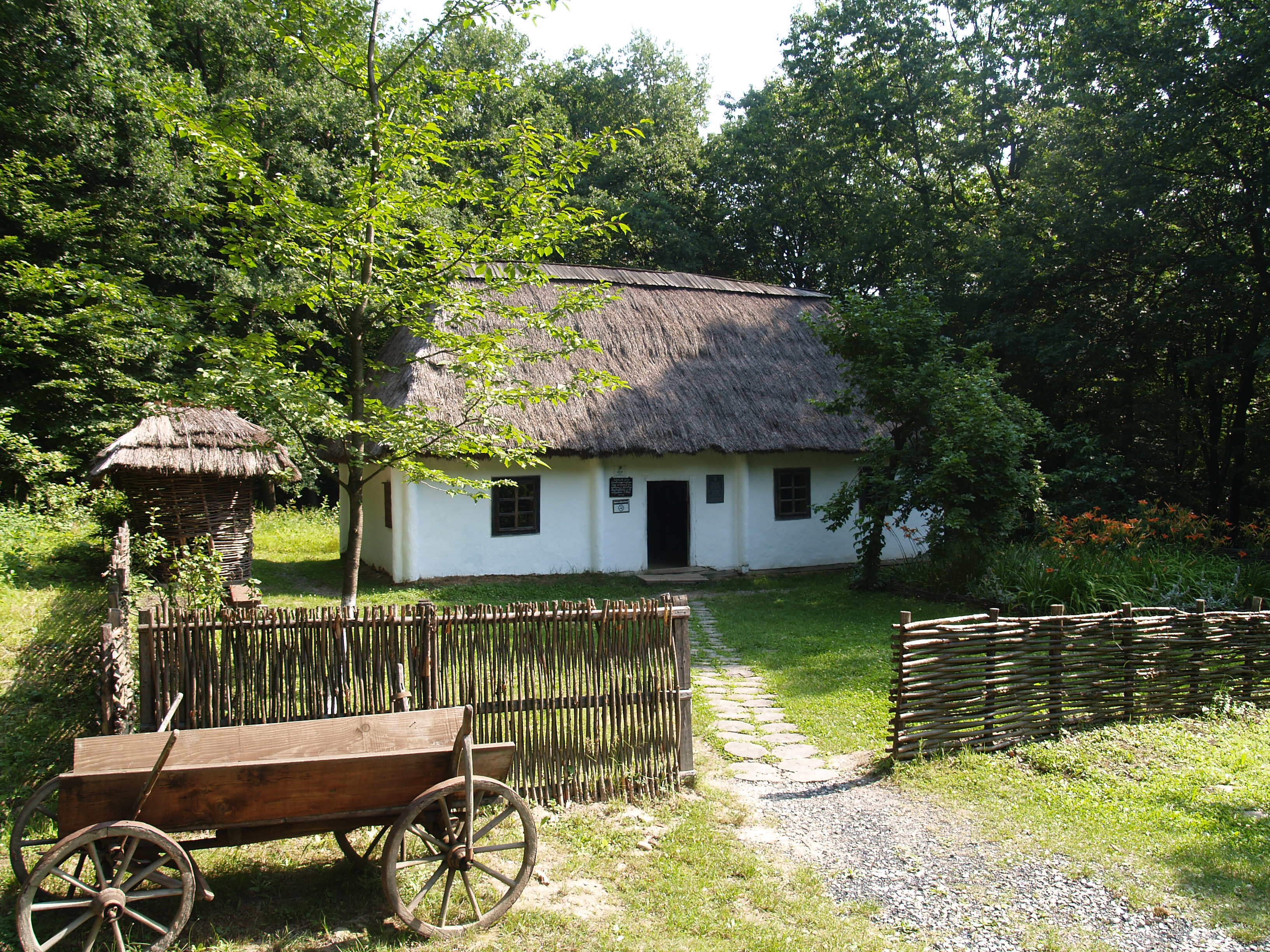

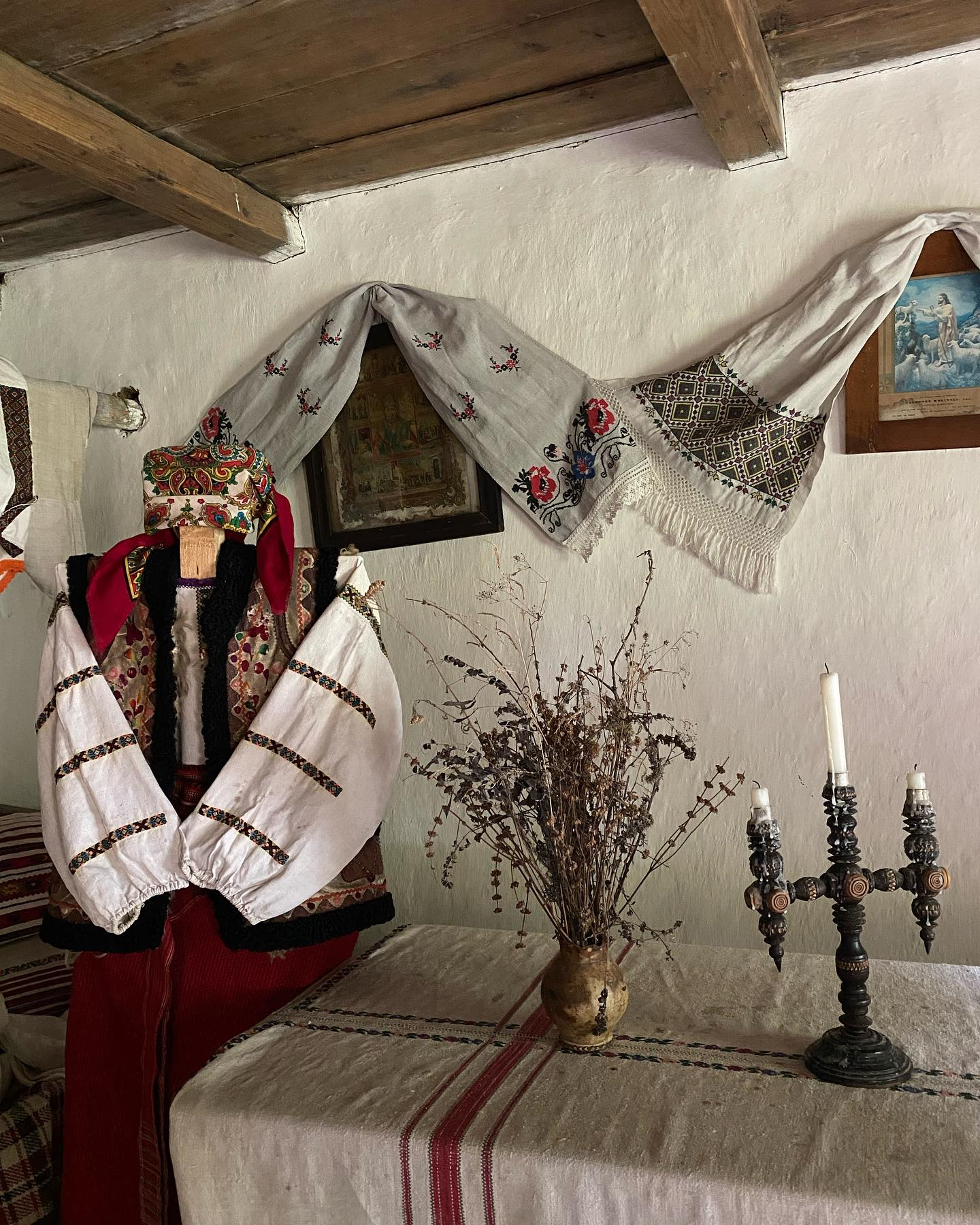

Музе́й етнографії НЗ «Дáвній Гáлич»— музей просто неба в селі Крилосі (Галицький район Івано-Франківська область). Входить до складу національного заповідника «Давній Галич». Музей знайомить відвідувачів з архітектурою і побутом жителів Прикарпаття кінця XVII — початку XX ст. Заснований у 1979 році. 
Музей розташований на території давнього городища, на першій лінії оборонних валів, навпроти урочища Прокаліїв сад, при автошляху Н09. 

## Склад музею
Площа музею становить 4,5 га. На ній розмішені чотири «мікросела», які представляють етнографічні райони Прикарпаття: Покуття, Гуцульщину, Бойківщину та Опілля. 
В експозиції музею є велика колекція посуду (тарілки, горнята, глечики, горшки), народних тканин, одягу, опільської вишивки (жіночі й чоловічі сорочки, обруси, простирадла, народний одяг). 
На території музею планується будівництво водяного млина, гуцульської церкви, фулюшні, заїжджого двору, в'їзної вежі. 

### Покуття

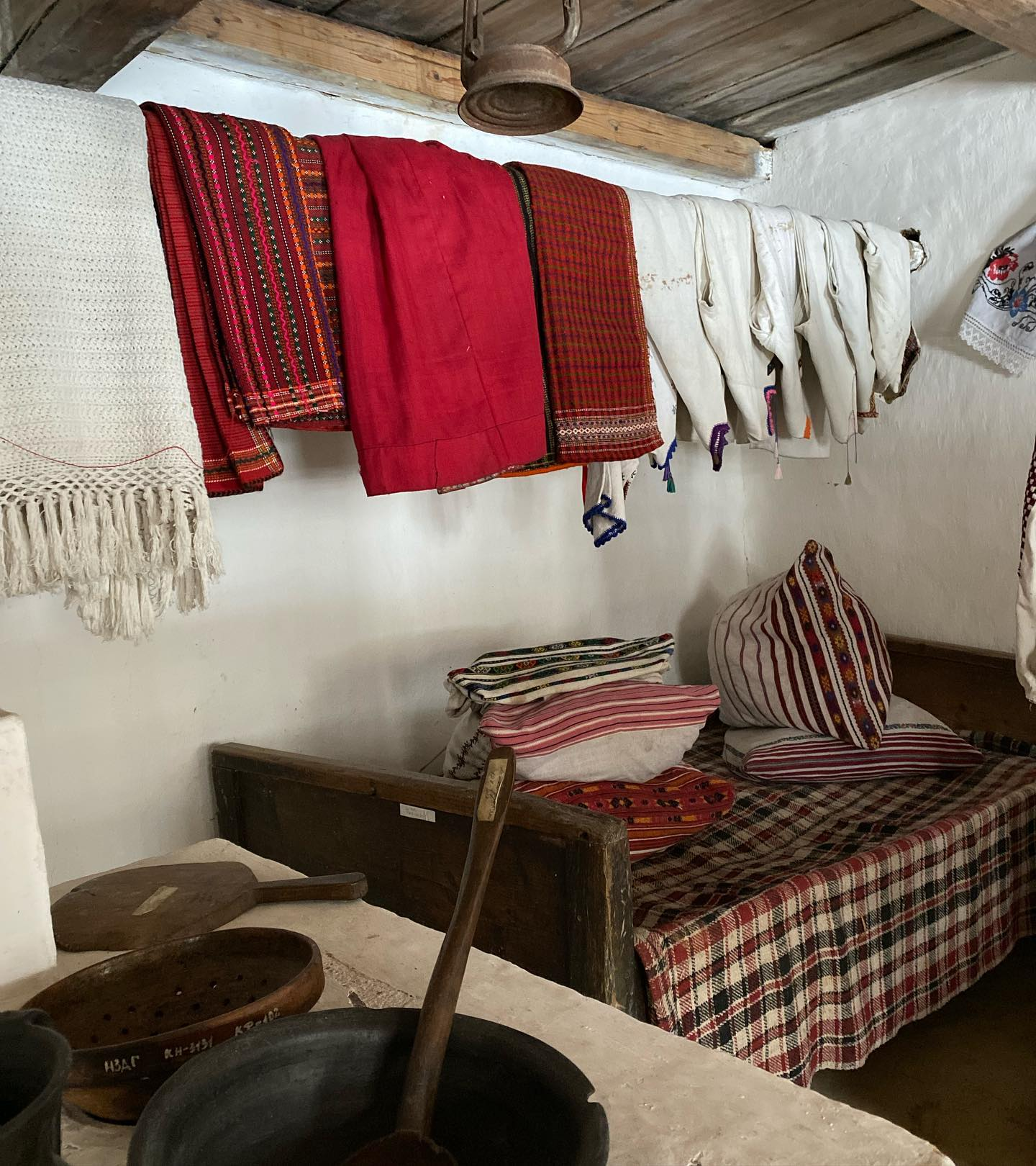

Покуття представлене олійнею та покутською хатою. Покутська хата (кінець XIX — початок XX ст.) перевезена до музею із села Торговиця Городенківського району. Олійня — типово господарська споруда, збудована наприкінці XIX століття і перевезена з села Олеші Тлумацького району.

### Гуцульщина
Гуцульщина представлена двома ґраждами з села Устеріки Верховинського району (1889 рік) та гуцульською хатою. 
Ґражда — типовий житлово-господарський комплекс місцевих гуцулів. Являє собою дерев'яний архітектурний ансамбль, що складається з житлового будинку і двору, обнесеного високою стіною з великими воротами. Виконуючи функції житла, ґражди слугували місцевим мешканцям як своєрідні фортеці, де можна було сховатися від дикого звіря, непрошених гостей і навіть від сходу снігової лавини. 
Гуцульська хата 40-х років XX століття перенесена до музею із селища Ворохти Надвірнянського району. 

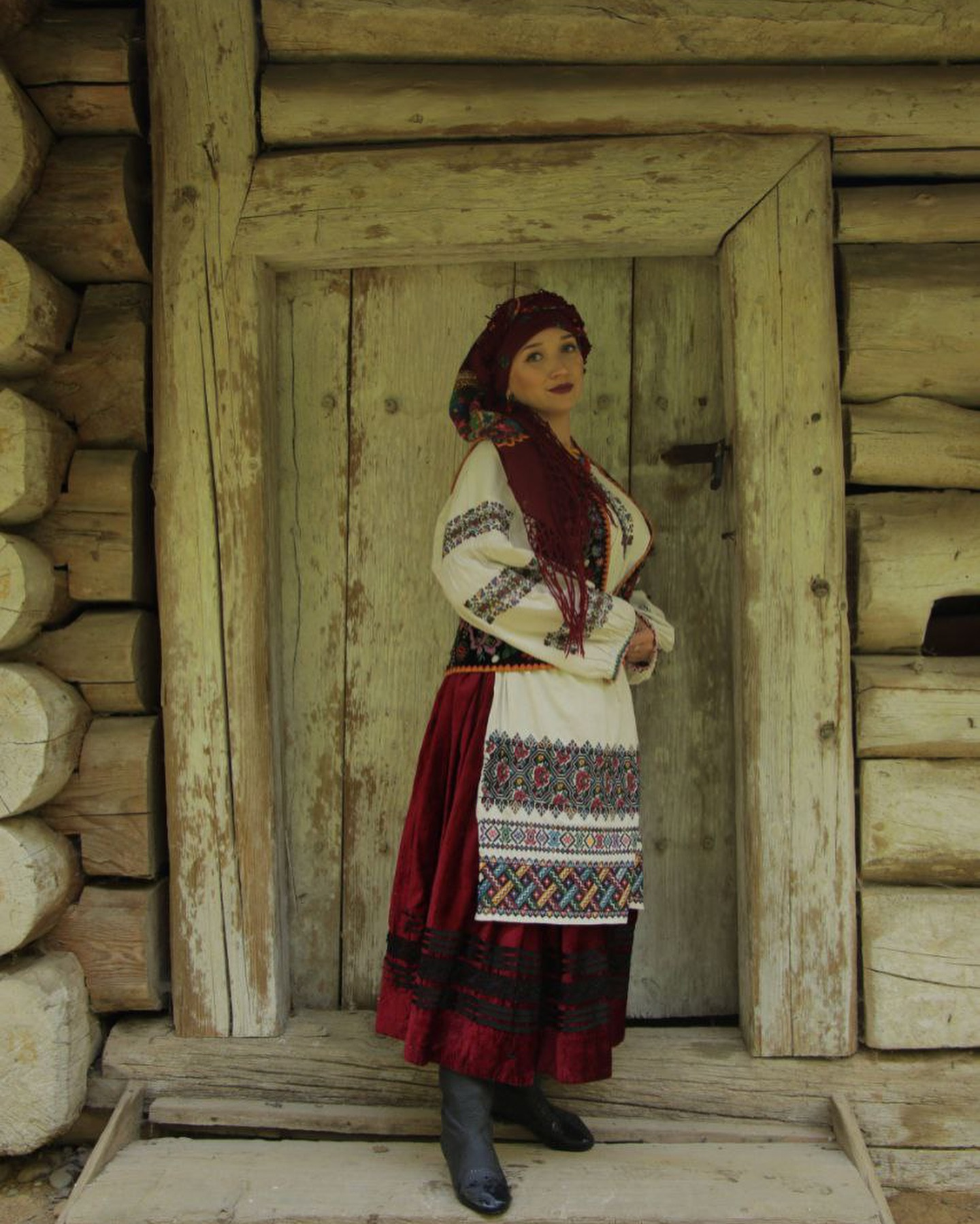

### Бойківщина
Бойківська курна хата (1787 р.) перенесена до музею із села Поляниці Долинського району. Це трикамерна курна хата — помешкання священика. Разом із житловим приміщенням у хаті була церковна школа і майстерня. В майстерні виставлені куделі, прялки. Бойківщину представляють також ще одна менша хата і будівля стодоли.

### Опілля

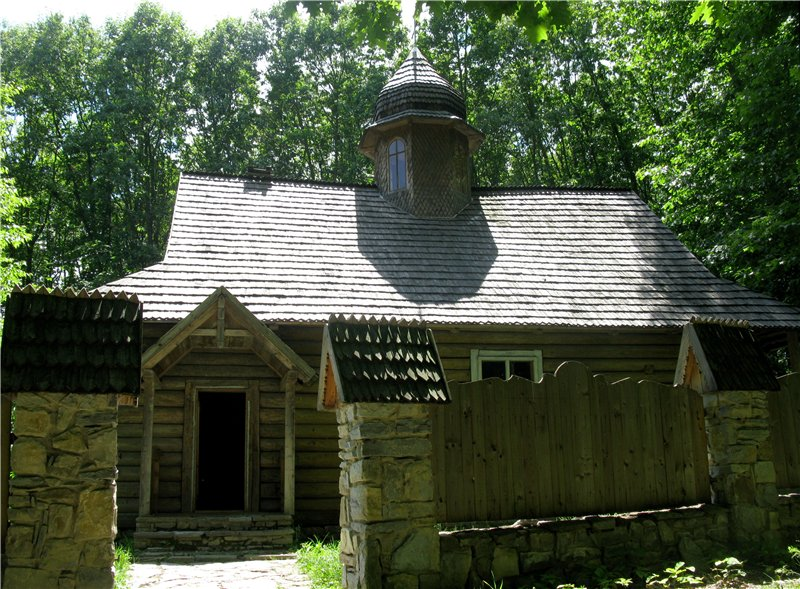
Дерев'яна церква

Опілля представлене хатою і дерев'яною церквою із ґанком. 
Житло ополян у XVII–XIX ст. складалося з сіней, житлової кімнати і комори. Опільська хата збудована в середині XIX століття і перевезена з села Вікторів Галицького району. 
Дерев'яна церква початку XX століття з села Поплавники Галицького району — найцікавіший експонат скансену.

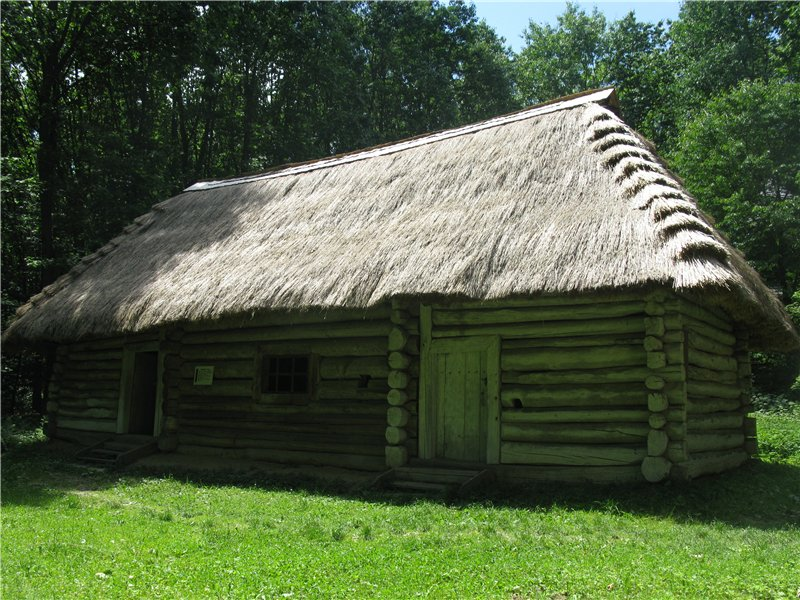
Опільська хата
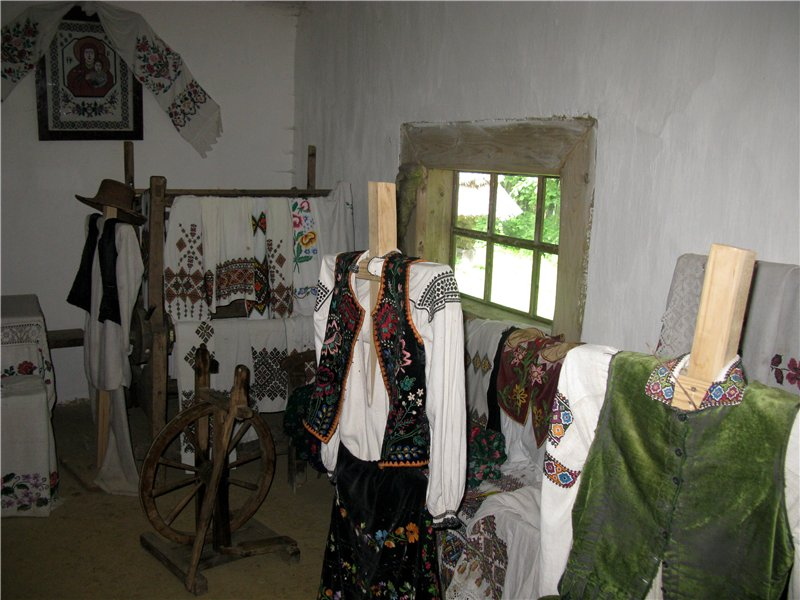
Інтер'єр житлової кімнати